# British Academy Film Awards 1982
Die 35. Verleihung der British Academy Film Awards fand 1982 in London statt. Die Filmpreise der British Academy of Film and Television Arts (BAFTA) wurden in 16 Kategorien verliehen; hinzu kamen eine Spezial- und eine Ehrenpreis-Kategorie. Die Verleihung zeichnete Filme des Jahres 1981 aus.
| Film                                     | N  | A |
| ---------------------------------------- | -- | - |
| Die Geliebte des französischen Leutnants | 11 | 3 |
| Die Stunde des Siegers                   | 11 | 3 |
| Jäger des verlorenen Schatzes            | 7  | 1 |
| Atlantic City, USA                       | 4  | 2 |
| Wie ein wilder Stier                     | 4  | 2 |
| Gregory’s Girl                           | 3  | 1 |
| Tess                                     | 3  | 1 |
| Arthur – Kein Kind von Traurigkeit       | 2  | 0 |
| Eine ganz normale Familie                | 2  | 0 |
| Nashville Lady                           | 2  | 0 |

## Preisträger und Nominierungen
Die Geliebte des französischen Leutnants und Die Stunde des Siegers galten im Vorfeld der Veranstaltung als Favoriten und erhielten mit je drei BAFTAs schließlich auch die meisten Preise des Abends. Ein großer Verlierer wurde Steven Spielbergs Jäger des verlorenen Schatzes, der bei sieben Nominierungen nur einen Preis erhielt.

### Bester Film
Die Stunde des Siegers (Chariots of Fire) – Regie: Hugh Hudson
Atlantic City, USA (Atlantic City) – Regie: Louis Malle
Die Geliebte des französischen Leutnants (The French Lieutenant’s Woman) – Regie: Karel Reisz
Gregory’s Girl – Regie: Bill Forsyth

### Beste Regie
Louis Malle – Atlantic City, USA (Atlantic City)
Bill Forsyth – Gregory’s Girl
Hugh Hudson – Die Stunde des Siegers (Chariots of Fire)
Karel Reisz – Die Geliebte des französischen Leutnants (The French Lieutenant’s Woman)

### Bester Hauptdarsteller
Burt Lancaster – Atlantic City, USA (Atlantic City)
Robert De Niro – Wie ein wilder Stier (Raging Bull)
Bob Hoskins – Rififi am Karfreitag (The Long Good Friday)
Jeremy Irons – Die Geliebte des französischen Leutnants (The French Lieutenant’s Woman)

### Beste Hauptdarstellerin
Meryl Streep – Die Geliebte des französischen Leutnants (The French Lieutenant’s Woman)
Mary Tyler Moore – Eine ganz normale Familie (Ordinary People)
Maggie Smith – Quartett (Quartet)
Sissy Spacek – Nashville Lady (Coal Miner’s Daughter)

### Bester Nebendarsteller
Ian Holm – Die Stunde des Siegers (Chariots of Fire)
Denholm Elliott – Jäger des verlorenen Schatzes (Raiders of the Lost Ark)
John Gielgud – Arthur – Kein Kind von Traurigkeit (Arthur)
Nigel Havers – Die Stunde des Siegers (Chariots of Fire)

### Bester/beste Nachwuchsdarsteller/-in
Joe Pesci – Wie ein wilder Stier (Raging Bull)
Klaus Maria Brandauer – Mephisto
Timothy Hutton – Eine ganz normale Familie (Ordinary People)
Cathy Moriarty – Wie ein wilder Stier (Raging Bull)

### Bestes Drehbuch
Bill Forsyth – Gregory’s Girl
John Guare – Atlantic City, USA (Atlantic City)
Harold Pinter – Die Geliebte des französischen Leutnants (The French Lieutenant’s Woman)
Colin Welland – Die Stunde des Siegers (Chariots of Fire)

### Beste Kamera
Ghislain Cloquet, Geoffrey Unsworth – Tess
Freddie Francis – Die Geliebte des französischen Leutnants (The French Lieutenant’s Woman)
Douglas Slocombe – Jäger des verlorenen Schatzes (Raiders of the Lost Ark)
David Watkin – Die Stunde des Siegers (Chariots of Fire)

### Bestes Szenenbild
Norman Reynolds – Jäger des verlorenen Schatzes (Raiders of the Lost Ark)
Assheton Gorton – Die Geliebte des französischen Leutnants (The French Lieutenant’s Woman)
Pierre Guffroy – Tess
Roger Hall – Die Stunde des Siegers (Chariots of Fire)

### Beste Kostüme
Milena Canonero – Die Stunde des Siegers (Chariots of Fire)
Anthony Powell – Tess
Tom Rand – Die Geliebte des französischen Leutnants (The French Lieutenant’s Woman)
Bob Ringwood – Excalibur

### Beste Filmmusik
Carl Davis – Die Geliebte des französischen Leutnants (The French Lieutenant’s Woman)
Burt Bacharach – Arthur – Kein Kind von Traurigkeit (Arthur)
Vangelis Papathanassiou – Die Stunde des Siegers (Chariots of Fire)
John Williams – Jäger des verlorenen Schatzes (Raiders of the Lost Ark)

### Bester Schnitt
Thelma Schoonmaker – Wie ein wilder Stier (Raging Bull)
John Bloom – Die Geliebte des französischen Leutnants (The French Lieutenant’s Woman)
Michael Kahn – Jäger des verlorenen Schatzes (Raiders of the Lost Ark)
Terry Rawlings – Die Stunde des Siegers (Chariots of Fire)

### Bester Ton
Bill Rowe, Don Sharpe, Ivan Sharrock – Die Geliebte des französischen Leutnants (The French Lieutenant’s Woman)
James R. Alexander, Gordon Ecker, Roger Heman Jr., Richard Portman – Nashville Lady (Coal Miner’s Daughter)
Ben Burtt, Roy Charman, Bill Varney – Jäger des verlorenen Schatzes (Raiders of the Lost Ark)
Bill Rowe, Jim Shields, Clive Winter – Die Stunde des Siegers (Chariots of Fire)

### Bester animierter Film
The Sweater – Regie: Sheldon Cohen
Beginnings – Regie: Clorinda Warny
Creole – Regie: Sam Weiss

### Bester Kurzfilm
Recluse – Regie: Bob Bentley
Couples and Robbers – Regie: Clare Peploe
Towers of Babel – Regie: Jonathan Lewis

### Bester Dokumentarfilm
Soldier Girls – Regie: Nick Broomfield, Joan Churchill
Guter Junge (Best Boy) – Regie: Ira Wohl
Return Journey – Regie: Ian Potts
The Life and Times of Rosie the Riveter – Regie: Connie Field

## Spezial- und Ehrenpreise

### Academy Fellowship
Andrzej Wajda – polnischer Filmregisseur

### Herausragender britischer Beitrag zum Kino
(Outstanding British Contribution to Cinema)
David Puttnam – Filmproduzent (12 Uhr nachts – Midnight Express, Die Stunde des Siegers)